# Kedungrojo
Kedungrojo is een bestuurslaag in het regentschap Tuban van de provincie Oost-Java, Indonesië. Kedungrojo telt 2961 inwoners (volkstelling 2010).